# Barbus treurensis
Barbus treurensis is een  straalvinnige vissensoort uit de familie van eigenlijke karpers (Cyprinidae). De wetenschappelijke naam van de soort is voor het eerst geldig gepubliceerd in 1958 door Groenewald. De vissoort komt voor in Zimbabwe en Zuid-Afrika in de bolope van de Blyderivier.
De soort staat op de Rode Lijst van de IUCN als Bedreigd, beoordelingsjaar 2007. De omvang van de populatie is volgens de IUCN stabiel.